# Meridiano 156 E
O meridiano 156 E é um meridiano que, partindo do Polo Norte, atravessa o Oceano Ártico, Ásia, Oceano Pacífico, Australásia, Oceano Antártico, Antártida e chega ao Polo Sul. Forma um círculo máximo com o Meridiano 24 W.
Começando no Polo Norte, o meridiano 156º Este tem os seguintes cruzamentos:
| País, território ou mar | Notas                                                                                       |
| ----------------------- | ------------------------------------------------------------------------------------------- |
| Oceano Ártico           |                                                                                             |
| Mar Siberiano Oriental  |                                                                                             |
| Rússia                  | Iacútia Oblast de Magadan                                                                   |
| Mar de Okhotsk          | Golfo de Shelikhov                                                                          |
| Rússia                  | Krai de Kamchatka - Península de Kamchatka                                                  |
| Mar de Okhotsk          |                                                                                             |
| Rússia                  | Oblast de Sacalina - Ilha Paramushir, Ilhas Curilas                                         |
| Oceano Pacífico         | Passa a leste da Ilha Bougainville, Papua-Nova Guiné                                        |
| Ilhas Salomão           | Ilha Ovau                                                                                   |
| Mar de Salomão          | Passa a oeste da Ilha Fauro, Ilhas Salomão · Passa a leste da Ilha Shortland, Ilhas Salomão |
| Mar de Coral            | Passa entre as Ilhas do Mar de Coral, Austrália                                             |
| Oceano Pacífico         |                                                                                             |
| Oceano Antártico        |                                                                                             |
| Antártida               | Território Antártico Australiano, reivindicado pela Austrália                               |